# Permafrost

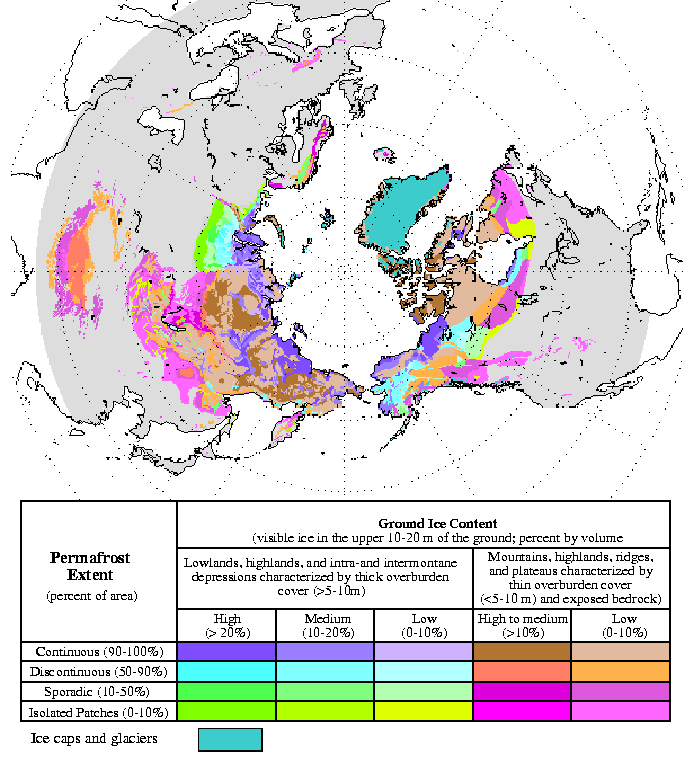
Estensione e tipologia del permafrost nell'emisfero settentrionale

Il termine inglese permafrost (pron. /ˈpəːməfrɒst/; composto di perma(nent), "permanente", e frost, "gelato"), in italiano permagelo, designa un terreno tipico delle regioni fredde ad esempio dell'estremo Nord Europa, della Siberia e dell'America settentrionale dove il suolo è perennemente ghiacciato (non necessariamente con presenza di masse di acqua congelata).

## Localizzazione geografica
Il permafrost è presente primariamente nelle regioni artiche, in prossimità dei poli, ma anche in alta montagna (nelle Alpi a partire da quote di circa 2600 m s.l.m, in funzione dell'esposizione). È valutato che le superfici con permagelo riguardino il 20% delle terre emerse e ben il 20-24% dell'emisfero settentrionale. Il permagelo può raggiungere la profondità di 1500 m nel nord della Siberia e di alcune centinaia di metri in Alaska e Canada.
Il permafrost si può trovare nei deserti freddi e prosegue oltre la costa sotto i mari freddi poco profondi.

## Caratteristiche

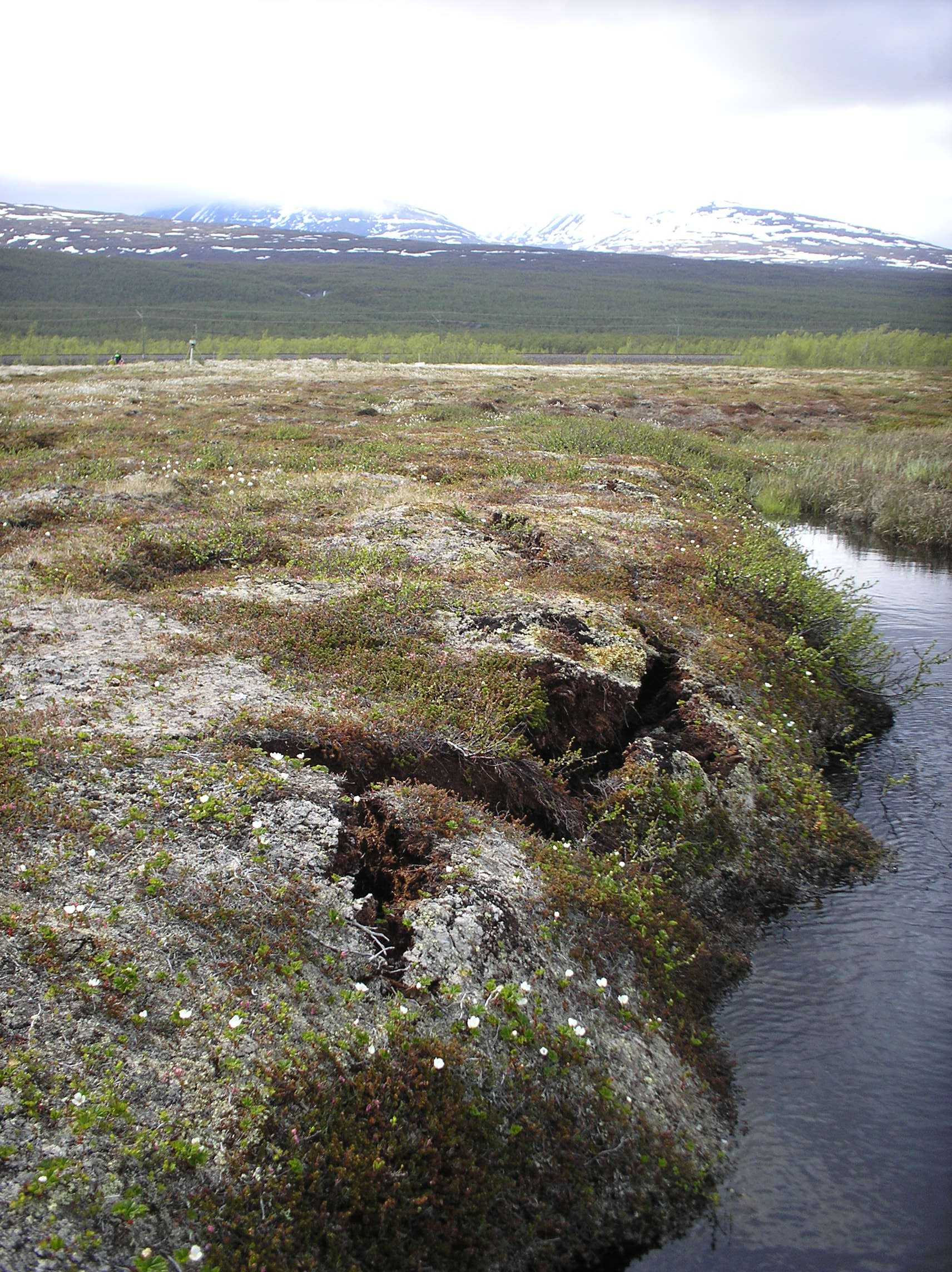
Il permafrost presso la torbiera di Storflaket, presso Abiskos nel nord della Svezia, mostra segni di frattura ai bordi a causa dello scongelamento

L'estensione della superficie coperta dal permafrost e il suo spessore variano in funzione delle condizioni climatiche. Per questo la sua formazione, la consistenza o l'eventuale scomparsa legata al riscaldamento del pianeta, sono studiate da una rete di osservazione mondiale coordinata dall'International Permafrost Association ("Associazione internazionale del permafrost"). Al di sopra del permafrost permanente si può trovare uno strato attivo superficiale, esteso in profondità da pochi centimetri a diversi metri. Lo strato superficiale è sensibile ai cambiamenti climatici stagionali, arrivando a scongelarsi in parte durante il periodo estivo per poi ricongelare d'inverno, mentre quello profondo non si è più scongelato dal tempo dell'ultima glaciazione, circa 10 000 anni fa, costituendo quindi un prodotto della glaciazione conservatosi fino ai nostri giorni. La presenza di flora vegetale è possibile soltanto sullo strato attivo superficiale, in quanto lo sviluppo di forme vegetali può avvenire solo su terreni che siano scongelati (con acqua allo stato liquido) per almeno una parte dell'anno.
A causa del flusso di calore proveniente dall'interno del pianeta (lo stesso che origina i fenomeni vulcanici), lo strato di permafrost profondo è limitato inferiormente. In condizioni particolari (quando la temperatura media annua risale fino a sfiorare lo zero centigrado), lo spessore del permafrost può essere limitato a pochi metri di spessore. In tal caso se ne può avere, per siti particolarmente soleggiati, o in epoche particolarmente calde, la temporanea scomparsa; tale fenomeno è detto "permafrost sporadico".
Intrappolato al di sotto del permafrost permanente, che funge da copertura impermeabile si può trovare anche in grande quantità gas metano, accumulatosi nel corso dei millenni. Ad oggi questi giacimenti metaniferi sono naturalmente sigillati verso l'alto dalle vaste estensioni di terreni congelati, impermeabili quindi ai gas. Nel territorio artico dell'emisfero boreale (dove sono la maggior parte di terre emerse del pianeta, e quindi esposte al congelamento e scongelamento), si teme, come conseguenza dello scioglimento del permafrost, la liberazione di grandi quantità di metano nell'atmosfera terrestre, che si aggiungerebbero agli altri gas che già favoriscono l'effetto serra, ed innescando così in circolo vizioso un ulteriore riscaldamento globale.
Per quanto si consideri il permafrost semplicemente un "suolo solido congelato", a basse temperature e soprattutto ad elevate pressioni si è notato, ad esempio in giacimenti di consistenza fangosa dei fondali marini profondi, che tali "fanghi solidi", (detti anche: glasse gassose) sono una sorta di permafrost costituito in gran parte da metano stabilizzato in tale stato. La elevazione della temperatura (o l'abbassamento della pressione) induce il passaggio del metano allo stato gassoso, quindi anche il riscaldamento dell'acqua nelle correnti marine profonde produce, in tal caso, la liberazione del metano gassoso verso la superficie.
Sul medio periodo, nei prossimi 30-50 anni, si teme che le acque di fusione del permafrost possano contribuire in modo significativo a "raffreddare" i mari artici e ad abbassarne la salinità, alterando sostanzialmente le correnti sottomarine che trasferiscono calore e soluzioni idrosaline a diversa concentrazione, come la corrente del Golfo che funge da "regolatore termico" su scala globale. È scientificamente dimostrato che questo tipo di evento si è già verificato nel passato, scatenando violente reazioni climatiche anomale, anche di lunghissimo periodo.

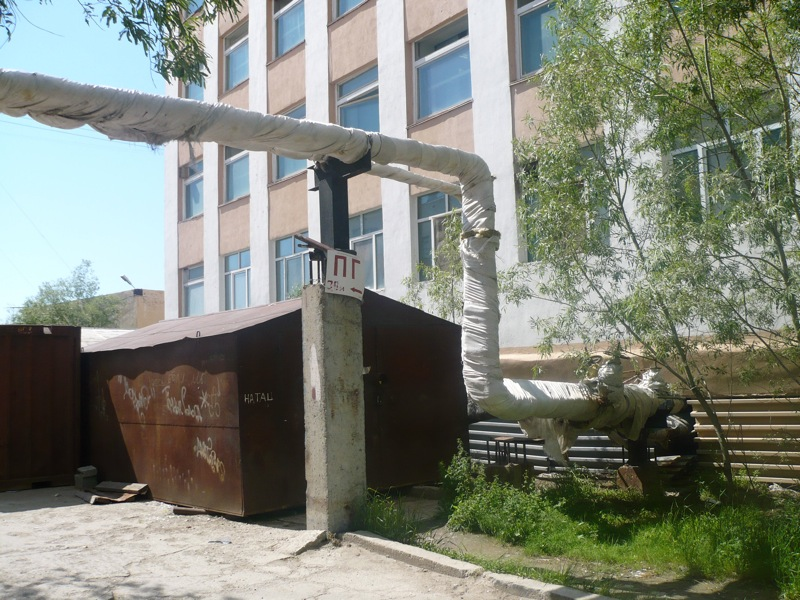
Tubature sollevate dal terreno a Jakutsk (Russia): nelle città dove il suolo è perennemente ghiacciato, i tubi non possono essere interrati.

Il permafrost è frequente soprattutto nelle due zone artiche dove il clima gelido ne permette lo sviluppo.
Essendo notevole la coerenza dei materiali congelati e per contro la incoerenza di quelli scongelati, in alta montagna lo scioglimento del permafrost può innescare frane e colate detritiche.
Nell'ultimo periodo è stata rivelata la presenza di quello che sembra permafrost su Marte, precisamente sul suo polo nord, ove si spera di trovare acqua, e quindi potenzialmente organismi extraterrestri.

## Condizioni peculiari delpermafrost
Il permafrost ha una struttura particolarmente solida per il fissaggio delle strutture o per le fondazioni dei fabbricati.
Occorre però considerare che lo scongelamento, anche se temporaneo, può compromettere tale stabilità nella parte scongelata, mentre è ovviamente mantenuta nella parte che rimane congelata. Occorre infatti considerare che il termine non si riferisce ad un materiale ma allo stato fisico dello stesso; molto spesso tale materiale di struttura solida all'apparenza, in condizioni normali può essere friabile, fangoso o incoerente, per cui anche l'appoggio di strade e ferrovie diventa più labile.
In fabbricati che poggiano sul permafrost è necessario l'appoggio su suolo uniformemente congelato o su suolo ugualmente stabile in ambedue gli stati.
Il mantenimento del suolo congelato, in caso che sia necessario, può essere compromesso dalla stessa applicazione delle strutture, che trasferiscono calore in profondità, se di grandi dimensioni.
Ugualmente le tubazioni di norma non possono essere interrate, sia perché possono congelare se depositate nel permafrost (ad esempio tubi dell'acqua), sia perché trasferiscono calore al suolo scongelandolo, e compromettendone le caratteristiche, se hanno temperature superiori.
Tipico è il caso degli oleodotti artici che devono avere tubazioni rilevate dal suolo con coibentazione e riscaldamento del fluido per permetterne lo scorrimento, mentre i piloni di sostegno se infissi nel suolo, in estate, è possibile che debbano essere singolarmente refrigerati: ciò per evitare che il pilone riscaldato dal sole estivo trasferisca il calore nel suolo, scongelandolo in profondità, fatto che provocherebbe il progressivo lento sprofondamento del pilone stesso.

## Permafrost e virus
Le regioni artiche conservano ancora habitat microbici che fungono da laboratori naturali per comprendere i meccanismi di adattamento microbico a condizioni estreme; ciò pur se stanno cambiando rapidamente, dal momento che si riscaldano da 2 a 3 volte più velocemente della media globale. Ricerche mostrano come la comprensione meccanicistica dello scambio genetico tra microbi in condizioni di stress mostra l'evidenza di un trasferimento genico orizzontale mediato dai virus.
Il riscaldamento climatico osservato in Siberia e nell'Artide e lo scongelamento del permafrost potrebbero comportare il rilascio di agenti patogeni intrappolati nel permafrost nell'atmosfera.
Rappresentando un possibile meccanismo di genesi di virus che in futuro potrebbero emergere per lo sviluppo del riscaldamento globale del nostro pianeta nei decenni a venire.
Secondo ricercatori del Department of Earth and Planetary Science, Washington University, St. Louis, del Department of Biomedical Engineering, Case Western Reserve University, Cleveland e del Webster Central School District, Webster negli USA; il microbioma del permafrost insieme al trasporto aereo a lunga distanza di virus che raggiungono livelli stratosferici, l'immunosoppressione ultravioletta, le variazioni della luce solare, i vari modelli meteorologici, il disgelo artico, e il riscaldamento globale potrebbero essere all'origine di nuove pandemie che si rilevano storicamente con ciclica regolarità sul nostro pianeta. In particolare sembra esserci in queste cicliche epidemie, tra cui la recente epidemia di COVID-19, una sequenza di eventi tipici:
1. il rilascio di grandi quantità di virus antichi durante l'esteso scioglimento del permafrost, dovuta a particolarmente lunghe e calde estati artiche.
2. Le pandemie iniziano dall'inverno alla primavera in un numero piuttosto limitato di luoghi, l'emergenza si verifica dove la corrente del North Polar Jet si libra intersecando aria più calda e umida, producendo pioggia che deposita particolato con il raccolto virale su una popolazione umana vulnerabile.
3. Segue la soppressione immunitaria ultravioletta come mezzo di amplificazione del COVID-19 con aumenti primaverili ed estivi collegati ad un'elevata irradiazione solare.
4. I picchi periodici (onde) e la durata pluriennale sono legati alla diffusione inter-umana causata dalla circolazione atmosferica.

L'inquinamento e la geografia del vento influenzano l'assorbimento e la ridistribuzione come può essere verificato analizzando campioni, di altri anni, di permafrost e di aria artica conservati.

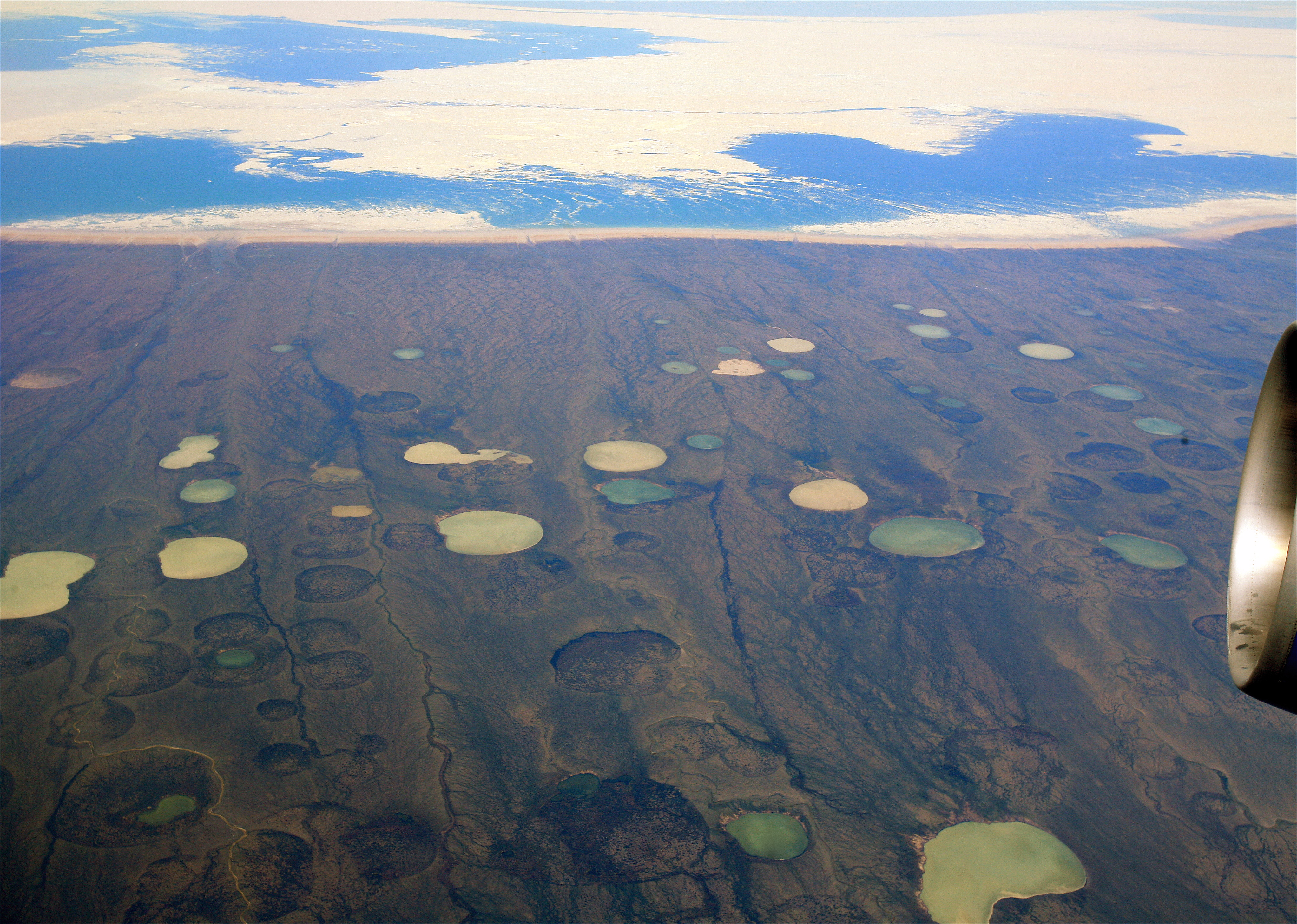
Piccoli stagni che si formano a causa dello scongelamento del permafrost nella Baia di Hudson in Canada (2008).

I laghi e gli stagni termocarsici causati dal disgelo del permafrost sono caratteristiche sempre presenti dei paesaggi subartici e artici; essi sono dei punti caldi dell'attività microbica. L'immissione di materia organica terrestre nel circuito microbico planctonico di questi laghi può amplificare notevolmente le emissioni globali di gas serra. Questo circuito microbico, dominato in estate da microrganismi aerobici compresi i fototrofi, è radicalmente diverso in inverno, quando i processi metabolici si spostano verso la degradazione anaerobica della materia organica. Poco si sa sui virus che infettano questi microbi, nonostante l'evidenza che i virus possano controllare le popolazioni microbiche e influenzare il ciclo biogeochimico in altri sistemi. Inoltre, il permafrost immagazzina circa il 50% del carbonio (C) globale del suolo in una forma congelata; esso si sta scongelando rapidamente a causa dei cambiamenti climatici e si sa poco delle comunità virali in questi terreni o dei loro ruoli nel ciclo del carbonio e poiché i virus hanno un ampio impatto sull'ecosistema e sulla comunità occorre tener conto di essi negli studi sull'ecologia del suolo.
A livello globale, gli aumenti esponenziali dei focolai di influenza aviaria non sono solo una questione di mutazioni casuali nei virus influenzali, ma anche il risultato di fattori sociali e ambientali antecedenti. Come mostra il caso di studio dello scioglimento del permafrost dello Qinghai nell'altopiano del Tibet, esso fornisce un chiaro esempio di come sia nata una epidemia di influenza (H5N1) correlata ai persistenti focolai di ceppi di influenza aviaria del Qinghai negli ultimi dodici anni. Questo è stato un momento chiave nella diffusione globale dell'H5N1 al pollame in tre continenti.